# Круковский, Стефан
Сте́фан Винце́нты Круко́вский (пол. Stefan Wincenty Krukowski; 22 января 1890, Мщонув (ныне Жирардувского повята Мазовецкого воеводства Польши) — 1 мая 1982, Варшава) — один из наиболее знаменитых польских археологов XX века, исследователь каменного века. Профессор (1956). Самоучка.

## Биография
Академического образования не получил.
С 1919 года С. Круковский — первым из археологов начал осуществление программы научных исследований доисторических месторождений добычи кремня и начала его обработки на польских землях. Основы этой программы остаются актуальными и поныне.
В 1918—1925 годах работал в доисторическом отделе Антропологического института при Варшавском научном обществе. В 1928 году — консерватором археологических памятников Южного округа Варшавы, а затем в 1939 году хранителем Национального археологического музея в Варшаве.
После войны работал в Национальном археологическом музее в Варшаве, Археологическом музее в Кракове, в институте истории материальной культуры Польской академии наук в Кракове и Варшаве.
Преподавал в Ягеллонском университете. В 1956 году ему было присвоено звание профессора. Был учителем нескольких поколений польских археологов, изучающих каменный век.
С 1959 года — заведующий лабораторией кафедры доисторической истории Польской академии наук, а незадолго до выхода на пенсию, руководил коллективом отдела доисторической истории при варшавском Музее земли Польской академии наук.

## Научная работа
В 1915—1918 годах С. Круковский проводил археологические работы на территории России (в Костёнках Воронежской губернии), Грузии и Кавказа. Обнаружил и исследовал многие первобытные стоянки на лёссах, песчаниках, в пещерах и шахтах.
Занимался, в основном, техникой изготовления кремнёвых орудий труда, оружия и бытовых предметов в эпоху палеолита и мезолита. Исследовал в Польше места добычи кремня в Крешмьонках Опатовских, многие пещеры в районе Кракова — Ченстоховы, окрестности г. Скаржиско-Каменна и др.
Научное открытие неолитических рудников кремня в Кшемёнках началось с археологических исследований С. Круковским многочисленных кремнёвых изделий неолитических культур и выдвижения гипотез о происхождении сырья. Археолог С. Круковский впервые очертил возможный регион добычи кремня на территории Польши и заинтересовал этой проблемой геолога Я. Самсоновича, который вел в это время подготовку геологических карт района Свентокшиских гор. Научные исследования последнего были весьма успешными. Начались исследования горных выработок.
С. Круковский стал инициатором создания до второй мировой войны археологического заповедника — Неолитический рудник кремня в Кшемёнках, при его активном участии был организован Отцовский национальный парк близ Кракова в Малопольском воеводстве.

## Избранная библиография
Автор около 60 научных работ:
- Paleolit (1939, 1948),
- Prehistoria ziem polskich (1939, редакция 1948 года в соавторстве с Ю. Костшевским, Р. Якимовичем),
- Krzemionki Opatowskie (1939),
- Skam 71. Zbiór rozpraw prahistorycznych (1976 в соавт.).